# Senhas
Senhas (port. „Parolen“) ist das zweite Album der brasilianischen Singer-Songwriterin Adriana Calcanhotto. Es erschien 1992 zunächst als LP bei Sony Music Brasil und wurde später im Format CD mehrfach neu aufgelegt. Auf dem Album vereint sie Klassiker, wie den Titel Mulato Calado, mit Eigenkompositionen.

## Entstehung
Das Album wurde in den Impressão Digital Studios in Rio de Janeiro von Marcos De Saboia aufgenommen. Calcanhotto begleitet sich selbst bei einigen Titeln an der akustischen Gitarre, bei Titeln, zu denen sie selbst nur singt, wird sie meist von Toni Costa an der Gitarre begleitet.

## Titelliste
1. Senhas – 3:36
2. Mentiras – 2:57
3. Esquadros – 3:10
4. Tons – 3:25
5. Mulato Calado – 2:07
6. Segundos – 1:18
7. Negros / Aquarela Do Brasil – 3:05
8. Graffitis / SKA – 3:56
9. Água Perrier – 4:15
10. Velhos E Jovens – 1:55
11. O Nome Da Cidade – 3:10
12. Motivos – 1:32
13. Milagres / Miséria – 3:29

## Rezeption
Für mehr als 130.000 verkaufter Kopien wurde das Album in ihrem Heimatland mit einer Goldenen Schallplatte ausgezeichnet. Der Titelsong fand in der Telenovela Renascer Verwendung. Von der Single wurden in Brasilien über 150.000 Einheiten verkauft.
Alvaro Neder von Allmusic sah in dem Album einen typischen Vertreter der Stilrichtung MPB. („The album […] has an acoustic sonority which inscribes it perfectly in the MPB category.“) und vergab 4 von 5 Sternen.